# Aishalton
Aishalton (Wapishana: Aishara Toon) is een inheems dorp in de regio Upper Takutu-Upper Essequibo van Guyana. Het wordt bewoond door inheemsen van het Wapishana-volk, en is bekend van de Aishalton Petrogliefen. Aishalton bevindt zich ongeveer 110 km ten zuiden van Lethem. In 2012 telde het 1.069 inwoners.

## Geschiedenis
De Wapishana woonden oorspronkelijk in het Kanukugebergte waar ook de Dauwuzai en de Atoradi zich bevonden. De Dauwuzai woonden in de buurt van Aishalton, maar zijn uitgestorven of weggetrokken. De Atoradi hebben zich vermengd met de Wapishana. In de jaren 1920 werd het gebied bezocht door katholieke missionarissen die de inheemsen concentreerden in grotere dorpen waaronder Aishalton. In de jaren 1970s werden de petrogliefen ontdekt door Denis Williams die een gedetaileerd archeologisch onderzoek heeft verricht in het gebied.

## Overzicht
Aishalton heeft een basisschool, een middelbare school en een ziekenhuis. Het dorp heeft beschikking over mobiele telefoon en internet. Het heeft één satellietdorp: Churikadnau. Aishalton heeft een tradioneel dorpsbestuur. In 2020 was Michael Thomas de Toshao (dorpshoofd). Aishalton heeft een grondgebied toegewezen gekregen, maar in 2021 zijn zonder toestemming goudmijnvergunningen afgegeven.

## Transport
Aishalton is te bereiken via een 160 km lange onverharde weg vanaf Lethem. In 2008 stortte de brug over de Rupununi in. De brug is vernieuwd, maar in 2019 was tijdens het regenseizoen de weg vaak onbegaanbaar. In de jaren 1990 werd in Aishalton een vliegveld geopend.

## Aishalton Petrogliefen
Ongeveer 3 km ten zuiden van Aishalton waren petrogliefen gevonden op de Makatauberg, de lokale inselberg. Gedurende de jaren 1970 heeft Denis Williams 30 sites met 686 elementen beschreven. De rotstekeningen bestaan uit antropomorfe figuren, dierenafbeeldingen en geometrische patronen. Karakteristiek zijn de vele stippen en groeven in de rotsen. De petrogliefen zijn gedateerd tussen 5.000 en 3.000 v.Chr.
Aishalton · Dadanawa Ranch · Kanashen · Karasabai · Lethem · Nappi · St. Ignatius